# Оборонно-наглядовий центр Міністерства оборони Японії

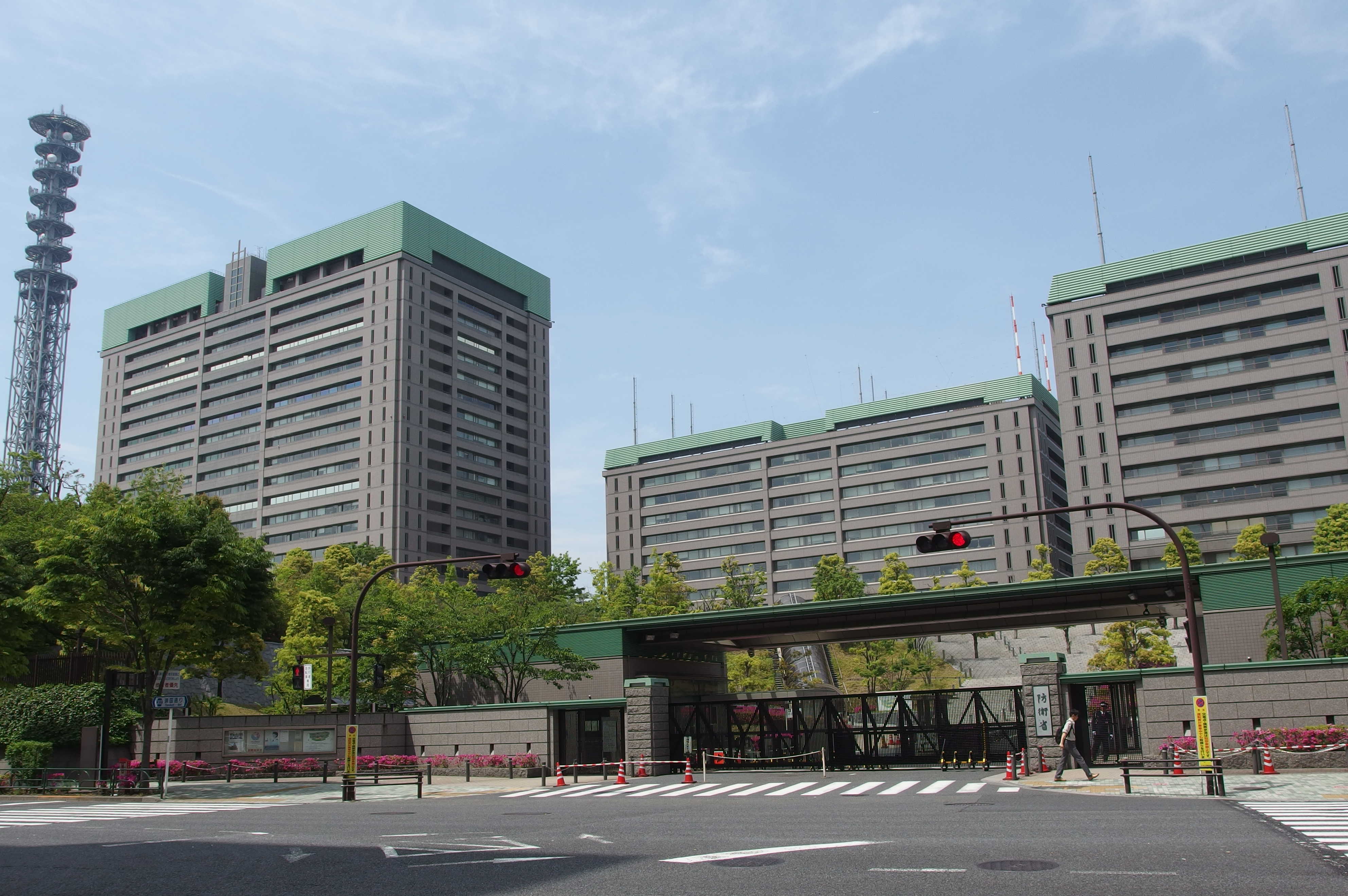
Оборонно-наглядовий центр розташований в корпусі D (праворуч) будівлі Міністерства оборони.

Оборонно-наглядовий центр Міністерства оборони Японії (яп. 防衛監察本部, ぼうえいかんさつほんぶ, боей кансацу хонбу; англ. Inspector General's Office of Legal Compliance, IGO) — центральний урядовий орган в Японії, що займається загальною інспекцією та ревізією Сил Самооборони. Особливий орган Міністерства оборони. Створений 1 вересня 2007 року. 

## Основні повноваження
Відповідає за перевірку фінансових та адміністративних операцій в Міністерстві, займається профілактикою порушень та витоку інформації, подає Міністру плани покращення роботи Міністерства.

## Кадровий склад
Постійний штат нараховує 53 чоловіка.

## Керівництво
Очолюється Головним інспектором оборонно-наглядовий центру (яп. 防衛監察監, ぼうえいかんさつかん, боей-канчацу-кан; англ. Inspector General).